# Molly Shannon
Pour les articles homonymes, voir Shannon.
Molly Shannon est une actrice et scénariste américaine, née le 16 septembre 1964 à Shaker Heights, dans l'Ohio.

## Biographie

### Enfance et études
Molly Helen Shannon est la fille de Peg, institutrice et de James F. Shannon, directeur commercial. À l'âge de 4 ans, elle est impliquée dans un accident de voiture où périssent sa mère, âgée de 34 ans, sa sœur de 3 ans et un cousin âgé de 25 ans. Shannon a été scolarisé au St. Dominic School et Hawken School dans l'Ohio. En 1983, elle est diplômée de la Hawken School de Chesterland, dans l'Ohio et où elle était dans la même classe que l'actrice Greer Goodman, puis elle est diplômée de l'université de New York, en 1987.

### Carrière
Si elle commence sa carrière d'actrice en 1989 où elle incarne le (petit) rôle de la Meg « contemporaine » dans le film d'horreur Le Fantôme de l'Opéra qui connaît un bon succès, c'est dans le registre de la comédie qu'elle se fait connaître du grand public. En 1995, elle apparaît à la télévision dans le célèbre Saturday Night Live où elle devient célèbre en interprétant divers rôles jusqu'en 2001, notamment Mary Katherine Gallagher (rôle qu'elle reprend dans le film Superstar en 1999), qui est son personnage le plus connu, et Helen Madden. Entre-temps, elle est apparue en 1997 dans le clip de la chanson A Change Would Do You Good interprétée par Sheryl Crow. Durant la période où elle apparaît dans le Saturday Night, elle participe à deux films inspiré de sketches ou personnages du show : Une nuit au Roxbury et Superstar (dont elle est la coscénariste), mais également dans d'autres films comme Happiness et Mafia Blues.
Après son départ du SNL, elle enchaîne des apparitions au cinéma dans  Le Grinch, avec Jim Carrey, Osmosis Jones, partageant la vedette avec Bill Murray, American Splendor, Ricky Bobby : roi du circuit et Marie Antoinette et Scary Movie 4. En 2007, elle obtient le rôle principal, celui d'une secrétaire qui voit sa vie changer de manière inattendue après la mort de son chien, dans le film Year of the Dog, qui est acclamé par la critique.
Ensuite, elle participe notamment à la série Pushing Daisies, obtient le rôle principal dans Kath & Kim, adaptation d'une série australienne et a prêté sa voix à un personnage du film d'animation Igor.

### Vie privée
En 2003, elle rencontre l'artiste Fritz Chesnut, qu'elle épouse le 29 mai 2004, avec lequel elle a deux enfants : une fille, Stella, née le 28 septembre 2003 et un garçon, Nolan, né le 15 mars 2005.

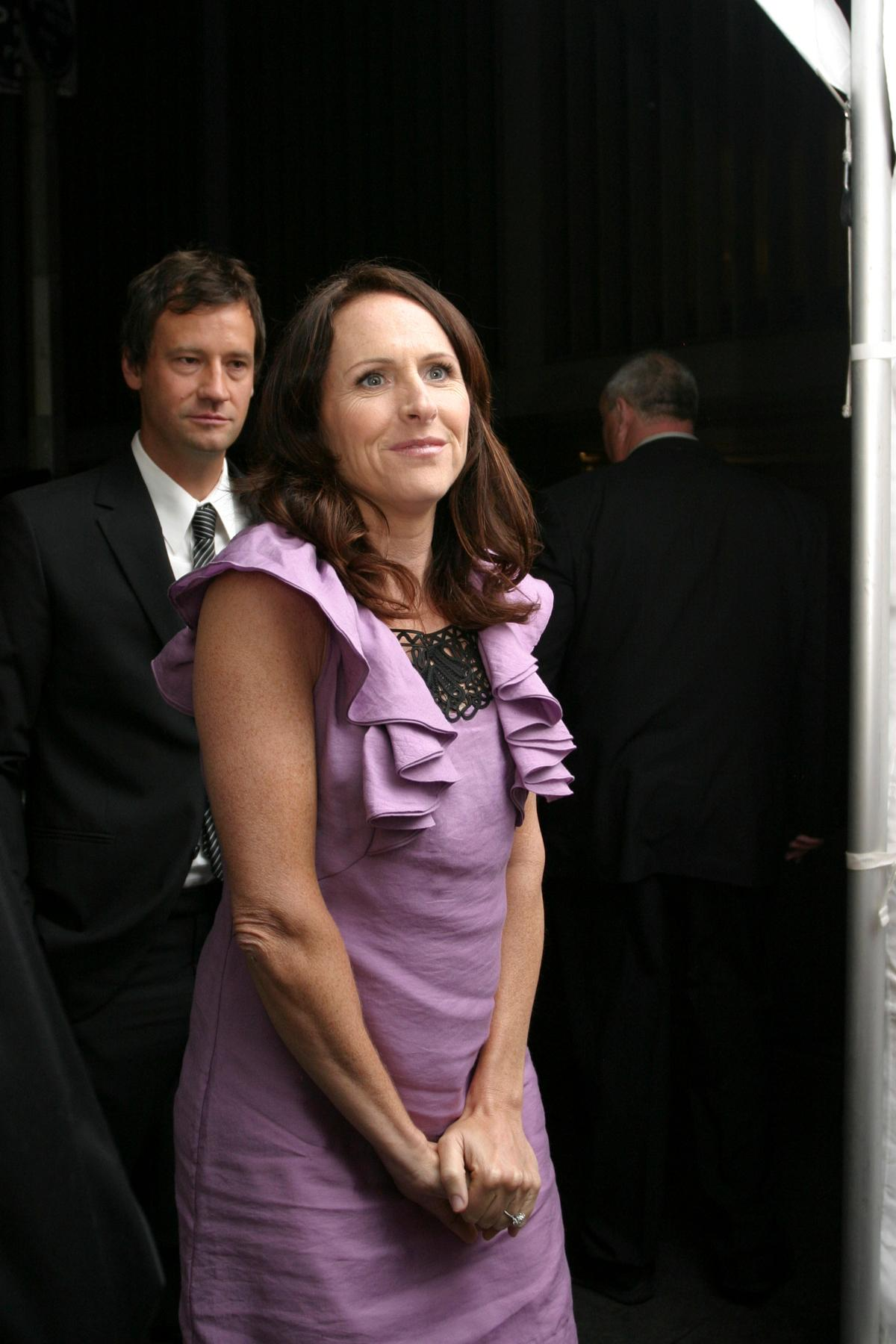
Molly Shannon avec son époux Fritz Chesnut, en 2009.

## Filmographie

### Cinéma
- 1989 : Le Fantôme de l'Opéra (The Phantom of the Opera) de Dwight H. Little : Meg
- 1994 : Passion interdite (Return to Two Moon Junction) de Farhad Mann : Traci
- 1996 : Le Cobaye 2 (Lawnmower Man 2: Beyond Cyberspace), de Farhad Mann : Une SDF
- 1997 : Dinner And Driving de Lawrence Trilling : Une femme se disputant dans un café
- 1998 : Happiness de Todd Solondz : Nancy
- 1998 : Une nuit au Roxbury (A Night at the Roxbury) de John Fortenberry : Emily Sanderson
- 1998 : The Thin Pink Line de Joe Dietl et Michael Irpino : Aanl
- 1998 : Daydream Believer de Kelly Peeples : Susan Bradley
- 1999 : Mafia Blues (Analyse This) d'Harold Ramis : Caroline
- 1999 : College Attitude (Never Been Kissed!) de Raja Gosnell : Anita Olesky
- 1999 : Mes voisins les Yamada (Hôhokekyo tonari no Yamada-kun) de Isao Takahata : Matsuko (voix anglaise)
- 1999 : Superstar de Bruce McCulloch : Mary Katherine Gallagher
- 2000 : Le Grinch (How the Grinch Stole Christmas) de Ron Howard : Betty Lou Who
- 2000 : My 5 Wives de Sidney J. Furie : Dr Barbara Van Dyke
- 2001 : Wet Hot American Summer de David Wain : Gail
- 2001 : Osmosis Jones des frères Farrelly : Mme Boyd
- 2001 : Un amour à New York (Serendipity) de Peter Chelsom : Eve
- 2001 : L'Amour extra-large (Shallow Hal) des frères Farrelly : Mme Mary Larson
- 2002 : Hyper Noël (The Santa Clause 2) de Michael Lembeck : Tracy
- 2003 : American Splendor de Shari Springer Berman et Robert Pulcini : Joyce
- 2003 : Mon boss, sa fille et moi (My Boss's Daughter) de David Zucker : Audrey Bennett
- 2003 : Mon chien, ce héros (Good Boy!) de John Hoffman: Mme Baker
- 2005 : Peter Cottontail et la chasse aux œufs (Here Comes Peter Cottontail: The Movie) de Mark Gravas : Jackie Frost (voix)
- 2005 : Gray Matters de Sue Kramer : Carrie
- 2006 : Marie-Antoinette de Sofia Coppola : Anne Victoire
- 2006 : Ricky Bobby : Roi du circuit (Talladega Nights: The Ballad of Ricky Bobby) d'Adam McKay : Mme Dennit
- 2006 : Scary Movie 4 de David Zucker : Marylin Ryan
- 2006 : Little Man de Keenen Ivory Wayans : Une mère au match de foot
- 2006 : Cinq Toutous prêts à tout (Air Buddies) de Robert Vince : Molly (voix)
- 2007 : Evan tout-puissant (Evan Almighty) de Tom Shadyac : Eve Adams
- 2007 : Year of the Dog de Mike White : Peggy
- 2008 : Igor d'Anthony Leondis : Eva (voix)
- 2008 : Les Copains des neiges (Snow Buddies) de Robert Vince : Molly (voix)
- 2009 : What Goes Up de Jonathan Glatzer : Penelope Little
- 2011 : Bad Teacher de Jake Kasdan : Melody
- 2012 : Hôtel Transylvanie (Hotel Transylvania) de Genndy Tartakovsky : Wanda, la femme loup-garou (voix)
- 2012 : Cinq Ans de réflexion (The Five-Year Engagement) de Nicholas Stoller : Une cheffe
- 2012 : Casa de mi padre de Matt Piedmont : Sheila
- 2013 : Scary Movie 5 de David Zucker : Marylin Ryan
- 2013 : Trust Me de Clark Gregg : Janice
- 2014 : Life After Beth de Jeff Baena : Geenie Slocum
- 2015 : This Is Not a Love Story (Me and Earl and the Dying Girl) d'Alfonso Gomez-Rejon : Denise Kushner
- 2015 : Addicted to Fresno de Jamie Babbit : Margaret Lipka
- 2015 : Hôtel Transylvanie 2 (Hotel Transylvania 2) de Genndy Tartakovsky : Wanda (voix)
- 2015 : Larry Gaye : hôtesse de l'air (Larry Gaye: Renegade Male Flight Attendant) de Sam Friedlander : Emily McCoy :
- 2015 : Come Simi de Jenica Bergere : Une pilote (voix)
- 2016 : Other People de Chris Kelly : Joanne Mulcahey
- 2016 : Nerdland de Chris Prynoski : Une businesswoman (voix)
- 2016 : Miles de Nathan Adloff : Pam Walton
- 2017 : Les Bonnes Sœurs (The Little Hours) de Jeff Baena : Soeur Marea
- 2017 : Escale à trois (The Layover) de William H. Macy : Molly
- 2017 : Fun Mom Dinner d'Alethea Jones : Jamie
- 2017 : Nous ne sommes pas d'ici (We Don't Belong Here) de Peer Pedersen : Deborah
- 2018 : Wild Nights with Emily de Madeleine Olnek : Emily Dickinson
- 2018 : Private Life de Tamara Jenkins : Cynthia
- 2018 : Half Magic d'Heather Graham : Maîtresse Valesca
- 2019 : Jay et Bob contre-attaquent... encore (Jay and Silent Bob Reboot) de Kevin Smith : Joline
- 2019 : Les Sextuplés (Sextuplets) de Michael Tiddes : Linda
- 2020 : Horse Girl de Jeff Baena : Joan
- 2020 : Promising Young Woman d'Emerald Fennell : Mme Fisher
- 2022 : Hôtel Transylvanie : Changements monstres (Hotel Transylvania: Transformania) de Derek Drymon et Jennifer Kluska : Wanda (voix)
- 2022 : Spin Me Round de Jeff Baena : Deb
- 2023 : A Good Person de Zach Braff : Diane
- 2025 : Driver's Ed de Bobby Farrelly

### Télévision

#### Séries télévisées
- 1991 : Mystères à Twin Peaks (Twin Peaks) : Judy Swain
- 1992 - 1993 : In Living Color : Une recrue
- 1993 : Hôpital central (General Hospital) : Une mère porteuse
- 1994 : Sister, Sister : La caissière
- 1994 : Ellen : Une femme
- 1997 : Seinfeld : Sam
- 1997 : Le Célibataire (The Single Guy) : Melody Pugh
- 1999 - 2004 / 2018 - 2020 : Will et Grace (Will & Grace) : Val Bassett
- 2002 : Sex and the City : Lily Martin
- 2003 : Ed : Linda Berringer
- 2003 : Johnny Bravo : Heather Asplund (voix)
- 2004 : Scrubs : Denise Lemmon
- 2004 - 2006 : Cracking Up : Lesley Shackleton
- 2005 : American Dad! : Kristy (voix)
- 2006 : Mon copain de classe est un singe (My Gym Partner's a Monkey) : Pretties
- 2007 : 30 Rock : Katherine Catherine
- 2007 : Pushing Daisies : Dilly Balsam
- 2008 - 2009 : Kath & Kim : Kath Day
- 2009 : Glee : Brenda Castle
- 2009 : Old Christine : Jeannie
- 2010 : Neighbors from Hell : Tina Hellman
- 2010 / 2012 : Web Therapy : Kristen Noble
- 2011 - 2012 : Up All Night : Nancy
- 2011 / 2013 : The Middle : Janet
- 2012 : Partners : Cassandra
- 2013 : Enlightened : Eileen Farino
- 2013 : Happily Divorced : Peggy
- 2013 : Hannibal : Un kidnappeuse
- 2013 : Jessie : Colonel Beverly Shannon
- 2013 : Super Fun Night : Jane Spencer
- 2013 : Getting On : Phyllis Marmatan
- 2013 - 2014 : Raising Hope : Maxine
- 2013 - 2017 / 2021 - 2022 : Bob's Burgers : Millie (voix)
- 2014 : The Spoils of Babylon : Meredith Sennheiser
- 2014 : Docteur La Peluche (Doc McStuffins) : Rita (voix)
- 2014 : Benched : Juge Conner
- 2014 - 2015 : The Millers : Miss Pam
- 2015 : Wet Hot American Summer: First Day of Camp : Gail Dana Starfield
- 2015 : Mulaney : Markie
- 2015 : The Spoils Before Dying : Tricksy
- 2016 : Childrens Hospital : Paula Reilly
- 2016 : Rhett and Link's Buddy System : Rhonda
- 2016 : Animals. : Olivia (voix)
- 2016 - 2019 : Divorce : Diane
- 2017 : Life in Pieces : Allie
- 2017 : Wet Hot American Summer: Ten Years Later : Gail
- 2018 : Spy Kids : Mission critique (Spy Kids: Mission Critical) : Murna (voix)
- 2019 - 2023 : The Other Two : Pat Dubek
- 2020 : Better Things : Elle-même
- 2021 : The White Lotus : Kitty Patton
- 2022 : I Love That for You : Jackie
- 2024 : Only Murders in the Building : Bev Melon

#### Téléfilms
- 2002 : Joyeux Muppet Show de Noël (t's a Very Merry Muppet Christmas Movie) de Kirk R. Thatcher (en) : Elle-même
- 2004 : À la recherche de Noël (The Twelve Days Of Christmas Eve) de Martha Coolidge : Angie
- 2003 : The Music Man de Jeff Bleckner : Mme Eulalie Mackechnie Shin
- 2006 : The Amazing Screw-On Head de Chris Prynoski : Patience, le vampire (voix)
- 2007 : Moi, moi et moi c'est déjà beaucoup (More of Me) de Daisy von Scherler Mayer : Alice
- 2007 : The Mastersons of Manhattan de James Burrows : Amanda Masterson
- 2018 : Rose Parade 2018 de Debbie Miller : Tish Cattigan

## Voix francophones
En France, Molly Shannon est principalement doublée par Danièle Douet. Brigitte Virtudes lui a également prêté sa voix à quatre occasions.
En France
| - Danièle Douet dans : - Scary Movie 4 - Evan tout-puissant - The Middle (série télévisée) - Raising Hope (série télévisée) - Life After Beth - Les Bonnes Sœurs - Escale à trois - Private Life - Promising Young Woman - Brigitte Virtudes dans : - Une nuit au Roxbury - Hyper Noël - Fun Mom Dinner - Horse Girl - Catherine Davenier dans : - Hôtel Transylvanie (voix) - Hôtel Transylvanie 2 (voix) - Hôtel Transylvanie 3 : Des vacances monstrueuses (voix) - Hôtel Transylvanie : Changements monstres (voix) - Isabelle Ganz dans : - Collège Attitude - Divorce (série télévisée) - The White Lotus (série télévisée) - Céline Monsarrat dans (les séries télévisées) : - Will et Grace - Kath & Kim (en) - The Millers - Véronique Desmadryl dans : - Wet Hot American Summer - Wet Hot American Summer: First Day of Camp (mini-série) - Wet Hot American Summer: Ten Years Later (mini-série) | - Armelle Gallaud dans : - Life in Pieces (série télévisée) - Les Sextuplés Et aussi - Frédérique Tirmont dans Mafia Blues - Valérie Karsenti dans Le Grinch - Françoise Dasque dans Osmosis Jones - Nanou Garcia dans Mon boss, sa fille et moi - Catherine Le Hénan dans Mon chien, ce héros - Josiane Pinson dans Scrubs (série télévisée) - Gaëlle Hausermann dans Marie-Antoinette - Juliette Degenne dans Year of the Dog - Nathalie Bienaimé dans Glee (série télévisée) - Ninou Fratellini dans Enlightened (série télévisée) - Nathalie Duverne dans Super Fun Night (série télévisée) - Martine Irzenski dans Getting On (en) (série télévisée) - Marie-Laure Beneston dans The Spoils of Babylon (mini-série) - Brigitte Aubry dans This Is Not a Love Story - Colette Sodoyez dans Les Bonnes Sœurs (doublage alternatif) - Fabienne Loriaux dans A Good Person - Véronique Augereau dans Only Murders in the Building (série télévisée) |

Au Québec